# Burger Knäcke
Die Burger Knäcke GmbH & Co. KG ist eine Knäckebrotfabrik in der zum Landkreis Jerichower Land gehörenden Kreisstadt Burg.
Die Fabrik befindet sich direkt am Elbe-Havel-Kanal und gilt als älteste Knäckebrotfabrik Deutschlands.

## Geschichte
Das Burger Knäckebrotwerk wurde 1912 gegründet, nachdem der aus Baden-Württemberg stammende Ernährungswissenschaftler Wilhelm Kraft das Knäckebrot nach Deutschland gebracht hatte, das er während einer Forschungsreise nach Skandinavien entdeckt hatte. Von dessen gesundheitlichen Vorteilen überzeugt, begann er nach seiner Rückkehr, das Knäckebrot in Deutschland zu produzieren und zu vermarkten.
Im Jahr 1927 entschloss sich Wilhelm Kraft, die Produktion und Vermarktung selbst in die Hand zu nehmen. Er kaufte eine geschlossene Bäckerei in Berlin-Lichterfelde und gründete die „Erste Deutsche Knäckebrotwerke Dr. Wilhelm Kraft“. Durch Messen und Vorträge sowie durch die Verteilung von Proben machte er das Knäckebrot in Deutschland bekannt.
Aufgrund des wachsenden Erfolgs wurde die Berliner Bäckerei bald zu klein, und Kraft suchte nach einem neuen Standort. Er entschied sich für Burg bei Magdeburg, wo er ein stillgelegtes Werk der Meinkeschen Lederfabrik erwarb. Am 19. August 1931 startete das Burger Knäckebrotwerk seine Produktion. Das Werk bot Platz für Öfen und Produktionsbänder sowie eine werkseigene Mühle, die für die Qualität des Knäckebrots entscheidend war.
Das Werk überstand den Zweiten Weltkrieg nahezu unbeschadet und wurde nach dem Krieg in einen Volkseigenen Betrieb umgewandelt. Ab 1949 firmierte es unter dem Namen „VEB Erste deutsche Knäckewerke“ und ab 1956 als „VEB Burger Knäckewerke“. Zuletzt war der Betrieb Teil des Kombinats Nahrungsmittel und Kaffee. Er war der einzige Knäckebrotproduzent der DDR und stellte jährlich etwa 30 Millionen Packungen her. In den 1960er Jahren wurde die Produktion automatisiert, um der steigenden Nachfrage gerecht zu werden.
Nach der Wende 1990 musste sich das Unternehmen neu orientieren und konzentrierte sich fortan auf die Kernprodukte Knäckebrot und Zwieback. 2001 wurde das Werk vom Zwieback-Familienunternehmen Brandt übernommen, das die Produktion erfolgreich weiterführte. 2006 wurde in eine neue Produktionsanlage investiert, die eine 80 Meter lange Produktionsstraße umfasst.

## Auszeichnungen
- BGN-Präventionspreis 2024